# Uridinetrifosfaat
Uridinetrifosfaat of UTP is een ribonucleotide die is opgebouwd uit het nucleobase uracil, het monosacharide ribose en drie fosfaatgroepen.

## Biochemische functies
De belangrijkste taak van het UTP is te dienen als substraat voor synthese van RNA tijdens de transcriptie.
Uridinetrifosfaat is ook een leverancier van chemische energie en een activator van substraten voor stofwisselingsreacties. In tegenstelling tot ATP, die aan talrijke biochemische processen deelneemt, is UTP een zeer specifieke bio-organische verbinding. Het UDP dat vrijkomt na hydrolyse wordt gebruikt in de synthese van glycogeen, omdat het gemakkelijk een glucosemolecule kan binden. Verder wordt UTP gebruikt in het metabolisme van galactose, waar de geactiveerde vorm UDP-galactose wordt omgezet in UDP-glucose.
Uridinetrifosfaat wordt door het CTP-synthase omgezet in cytidinetrifosfaat.